# Suomen Sulkapalloliitto
Die Suomen Sulkapalloliitto oder auch Badminton Finland ist die oberste nationale administrative Organisation in der Sportart Badminton in Finnland. 

## Geschichte
Die Geschichte der Sportart in Finnland geht bis in die 1940er Jahre zurück. 1944 wurde mit dem Helsingfors Badminton Club (HBC) der erste Badmintonverein gegründet. Suomen Sulkapalloliitto wurde 1954 gegründet und kurz darauf auch Mitglied im Weltverband IBF. Der Verband war 1967 eines der elf Gründungsmitglieder von Badminton Europe, damals noch unter dem Namen Europäische Badminton-Union firmierend.

## Bedeutende Veranstaltungen, Turniere und Ligen
- Finnish Open
- Finnish International
- Helsinki Open
- Einzelmeisterschaften
- Mannschaftsmeisterschaft
- Juniorenmeisterschaft

## Bedeutende Persönlichkeiten
- Tarmo Pipatti